# Philodendron
Philodendron is een geslacht uit de aronskelkfamilie (Araceae) dat meer dan zeshonderd soorten bevat en daarmee het grootste plantengeslacht van het neotropische gebied vormt. De naam is een samenstelling van de Griekse woorden voor liefhebber (Φιλός, philos) van boom (δενδρον, dendron). Philodendron-soorten zijn epifyten.
Planten uit dit geslacht worden hoofdzakelijk gevonden in de tropische bossen, savannes en moerasgebieden van Zuid-Amerika ten noorden van Argentinië, Midden-Amerika en het Caraïbisch gebied, hoewel ook meer zuidelijk tot aan Uruguay philodendrons groeien. Philodendron giganteum komt voor in de nevelwouden op de Nederlandse eilanden Saba (Saba National Land Park) en Sint Eustatius (Quill/Boven National Park) en geldt als de Nederlandse plant met de grootste bladeren.
Veel soorten, waaronder Philodendron scandens, Philodendron bipinnatifidum en Philodendron tuxtlanum worden gehouden als kamerplant.

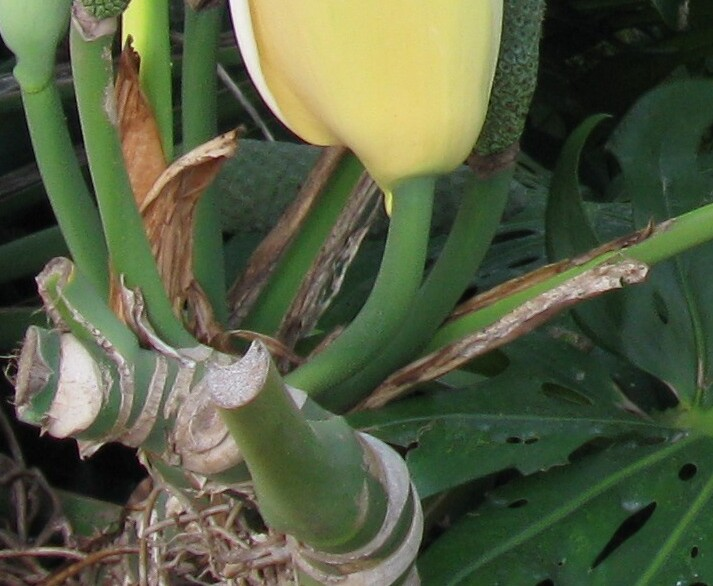
Ingedroogde catafyllen

## Ontdekking
Een eeuw na de ontdekking van Amerika werden door de Franse priester en botanicus Charles Plumier de eerste planten beschreven die later als Philodendron ingedeeld zouden worden. In de 18de eeuw werden veel planten die in Zuid-Amerika en het Caraïbisch Gebied ontdekt werden bij gebrek aan alternatieven Caladium genoemd. In de 19de eeuw deelde Heinrich Wilhelm Schott meerdere van deze planten in bij Syngonium en Philodendron. Een belangrijke rol bij deze indeling speelden de voor het geslacht typische laagtebladeren (catafyllen), die nieuw gevormde bladeren bij hun ontwikkeling beschermen.
Naar inschatting van biologen zijn veel in het wild voorkomende Philodendron-soorten nog niet geclassificeerd, zodat het aantal soorten binnen het geslacht mogelijk tot duizend kan oplopen.

## Indeling
Het geslacht wordt opgedeeld in drie ondergeslachten:
- Meconostigma - onder sommige botanici heerst momenteel de mening dat dit ondergeslacht zich zozeer van de anderen onderscheidt, dat het een eigen geslacht vormt: Thaumatophyllum.[4]
- Pteromischum
- Philodendron sensu strictu (s.s.)

## Groeivorm
Hoewel enkele Philodendron-soorten als bodemplant voorkomen, zijn de meesten aangepast aan het leven in wouden en zoeken daar het spaarzame daglicht door gebruik te maken van bomen. De groei op en tegen bomen of rotsen kan zeer diverse vormen aannemen, vaak als epifytische of hemi-epifytische groeiwijze.
De soorten binnen het ondergeslacht Philodendron s.s. zijn vrijwel allemaal 'secundair hemi-epifytisch' groeiend, wat erop duidt dat ze op de bodem kiemen, dan aan een boom of rots omhoog klimmen en niet zelden in een later stadium het contact met de bodem verliezen. Andere Philodendron-soorten groeien zuiver epifytisch nadat de zaden op boomtakken of splitsingen van stammen of takken gekiemd zijn. Vaak vormen de planten dan later lange luchtwortels, die uiteindelijk contact met de grond krijgen, als een vorm van primär hemiepifytisme.

## Gebruik

### Kamerplant
Philodendron-soorten worden toegepast als kamerplant. De planten hebben een aantrekkelijk tropisch uiterlijk en zijn tegelijkertijd niet moeilijk in de verzorging.

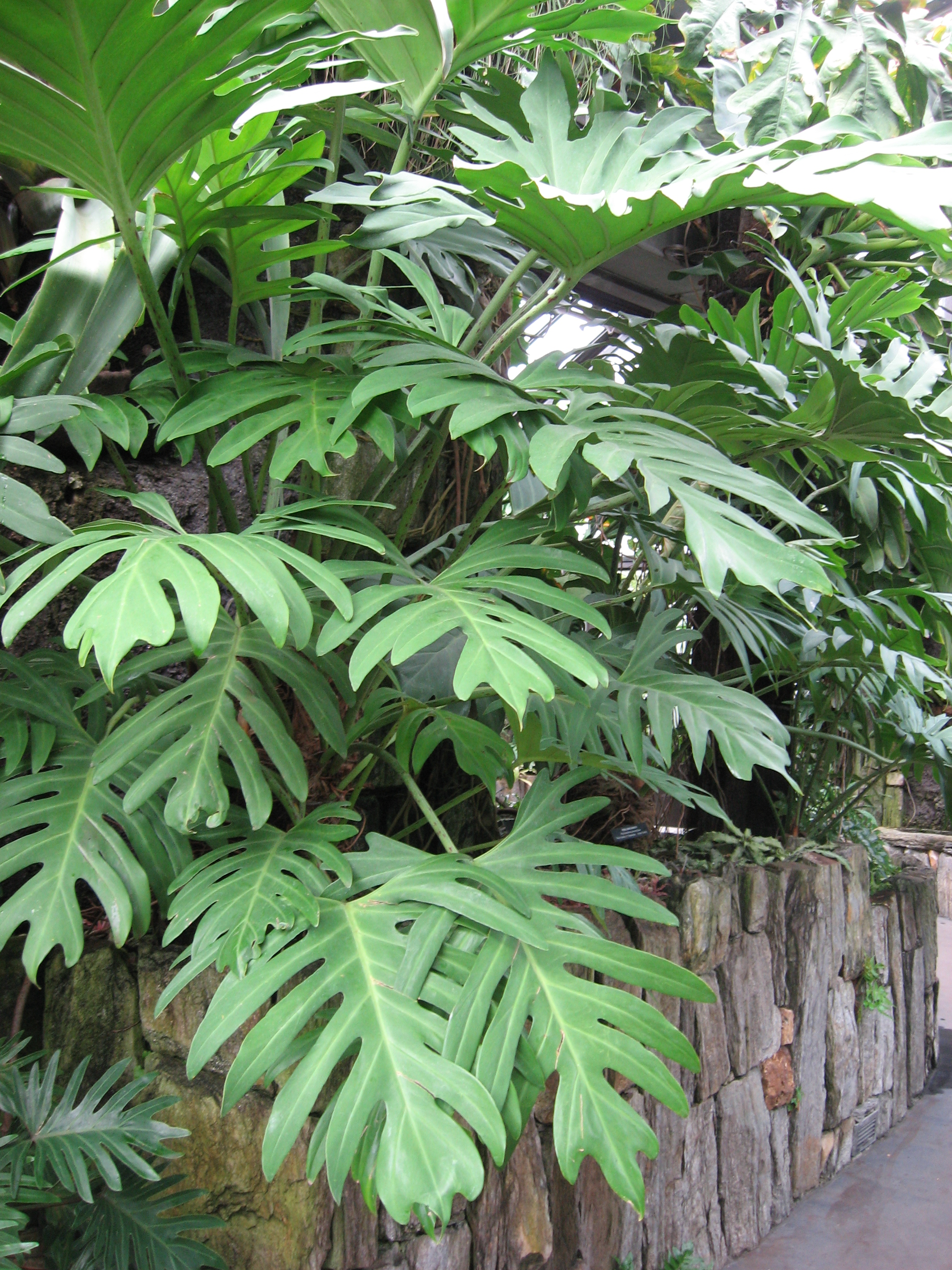
P. pinnatifidum
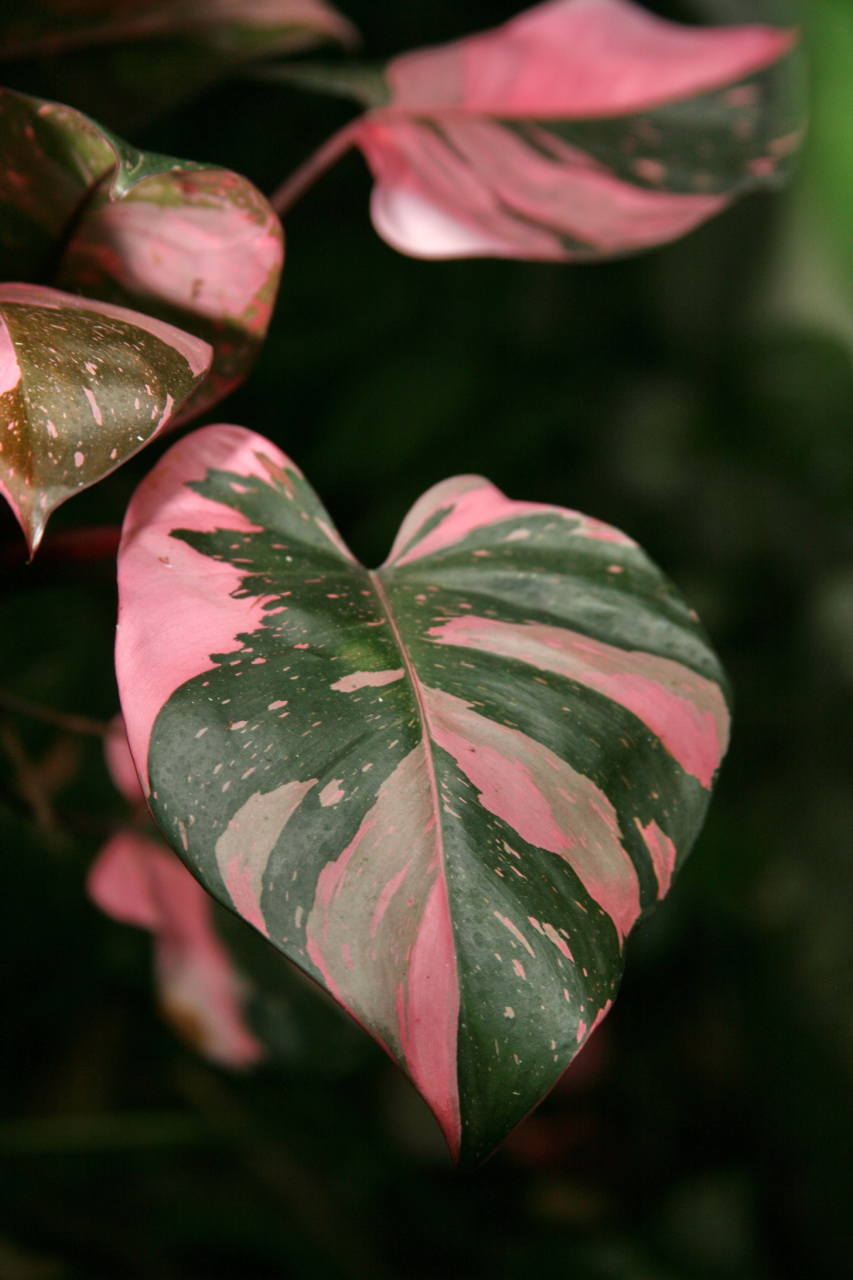
P. erubescens (cultivar)

### Farmacologie
Onderzoek is gaande naar de farmacologische eigenschappen van Philodendron-soorten, gebaseerd op ervaringen in de traditionele heelkunde, zoals bij de behandeling van slangenbeten. Extrakten van de P. bipinnitifidum blijken pijnstillende en anti-inflammatorische eigenschappen te bezitten.

## Giftigheid
De bladeren en vruchten bevatten oxalaatkristallen. Er zijn meerdere bronnen die vermelden dat deze giftig zijn bij inname. Onderzoek wijst uit dat een mens zeer grote hoeveelheden binnen moet krijgen voordat deze kristallen schade kunnen veroorzaken. Voor katten is deze hoeveelheid aanzienlijk kleiner. Aangezien ze vaak als kamerplant worden gehouden is het zaak hier op te letten.

## Soorten

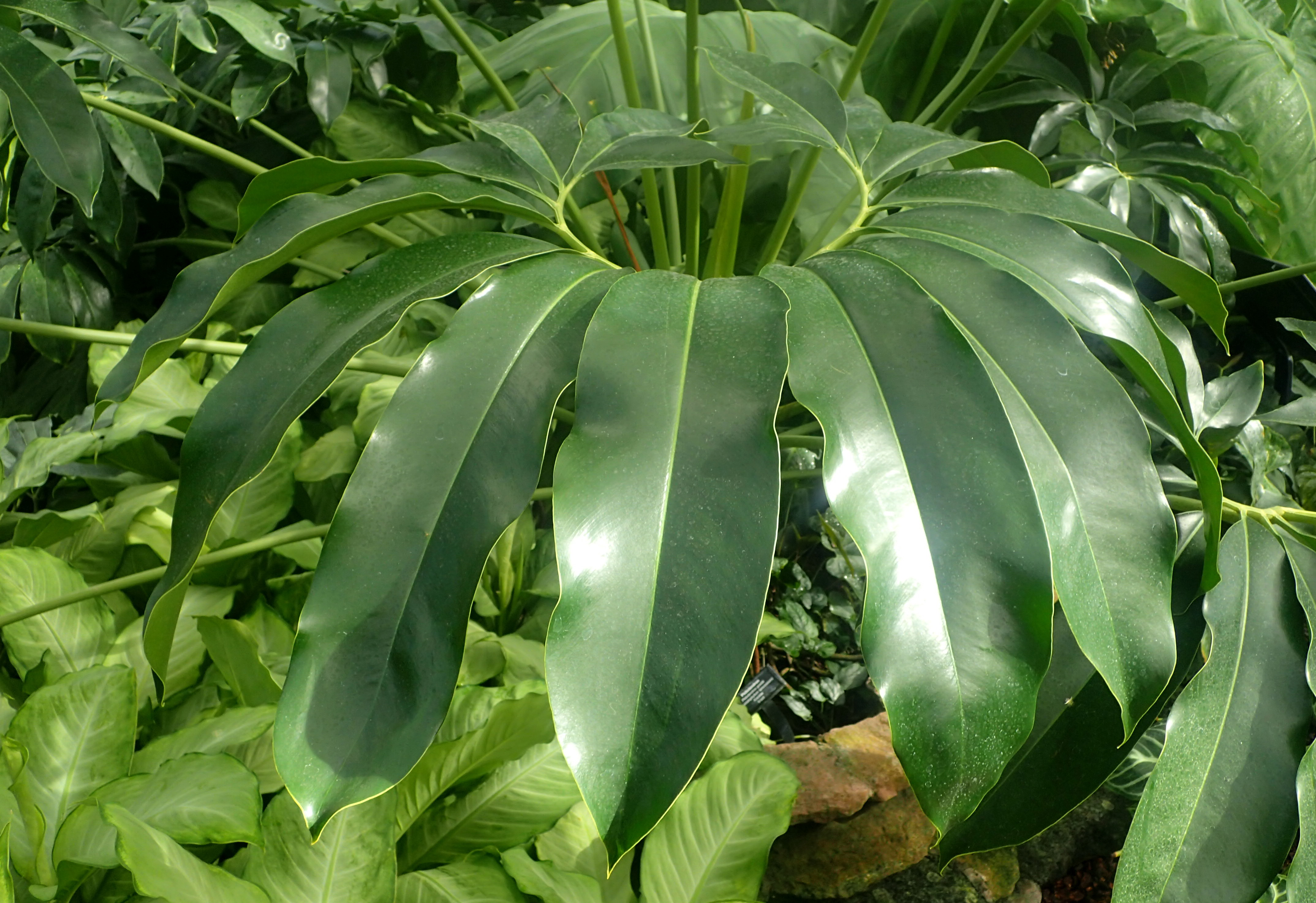
P. goeldii met uitzonderlijke bladerkranzen

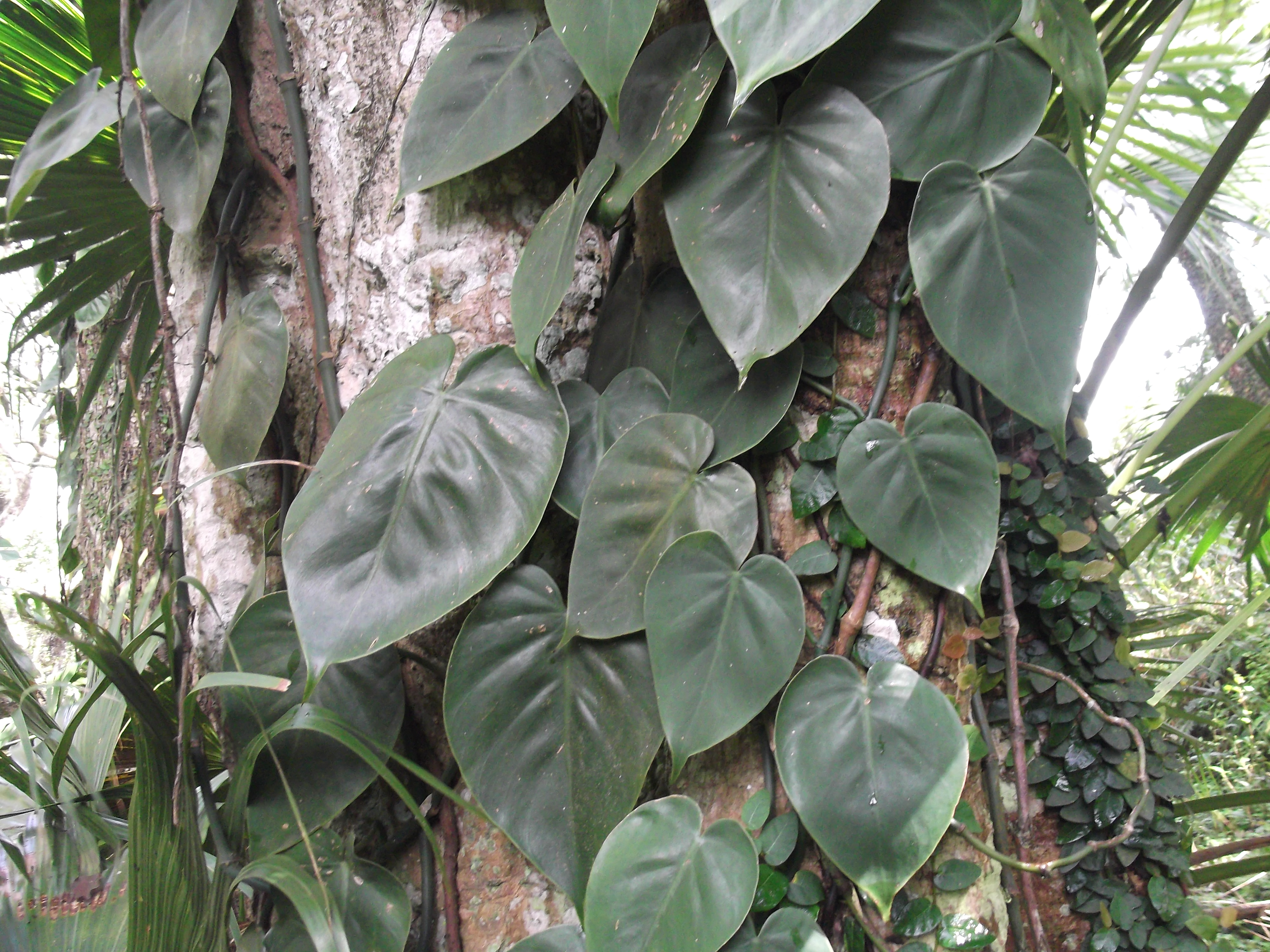
P. hederaceum met plat liggende bladeren

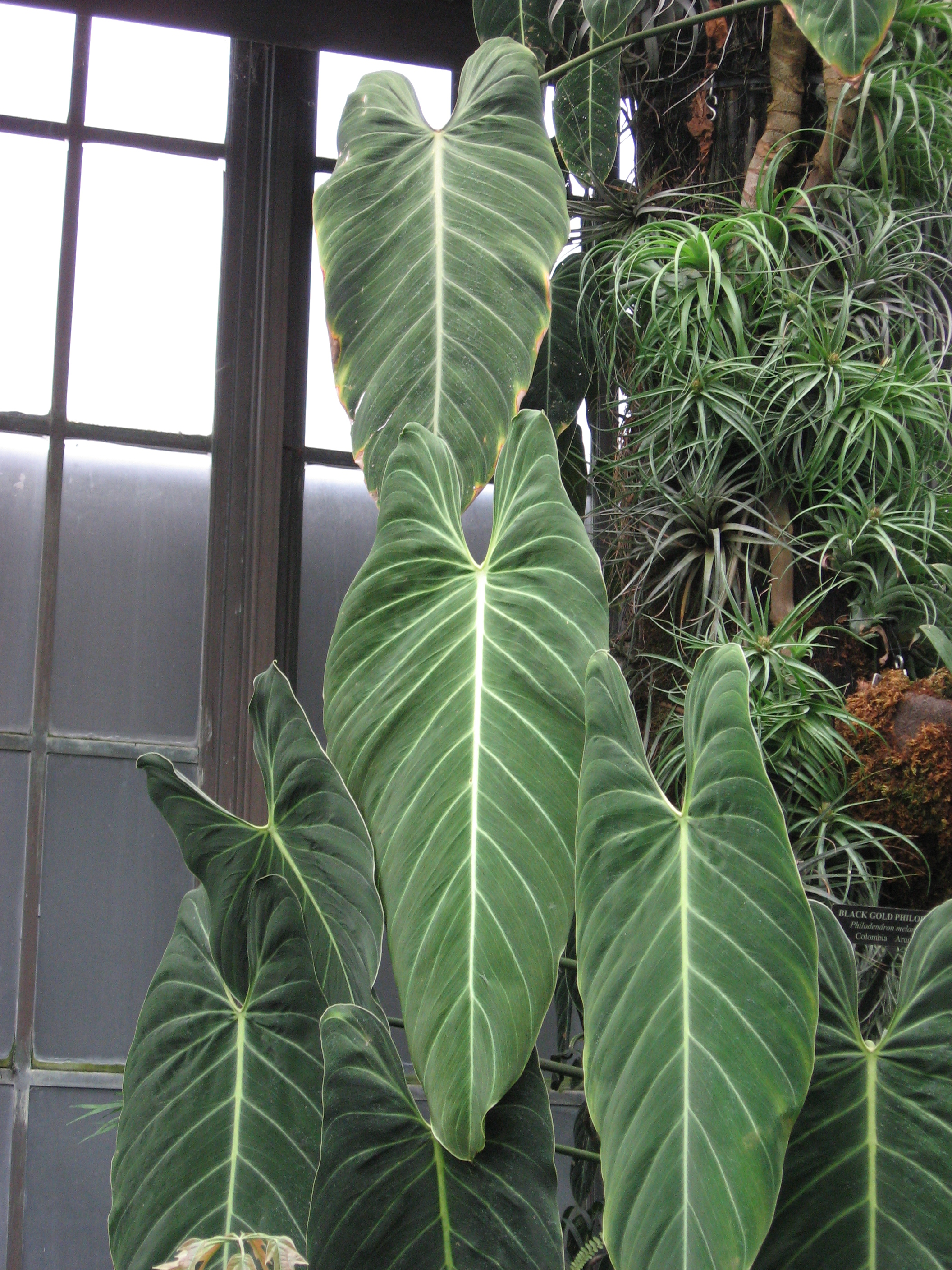
Grote, hangende bladeren van P. melanochrysum'

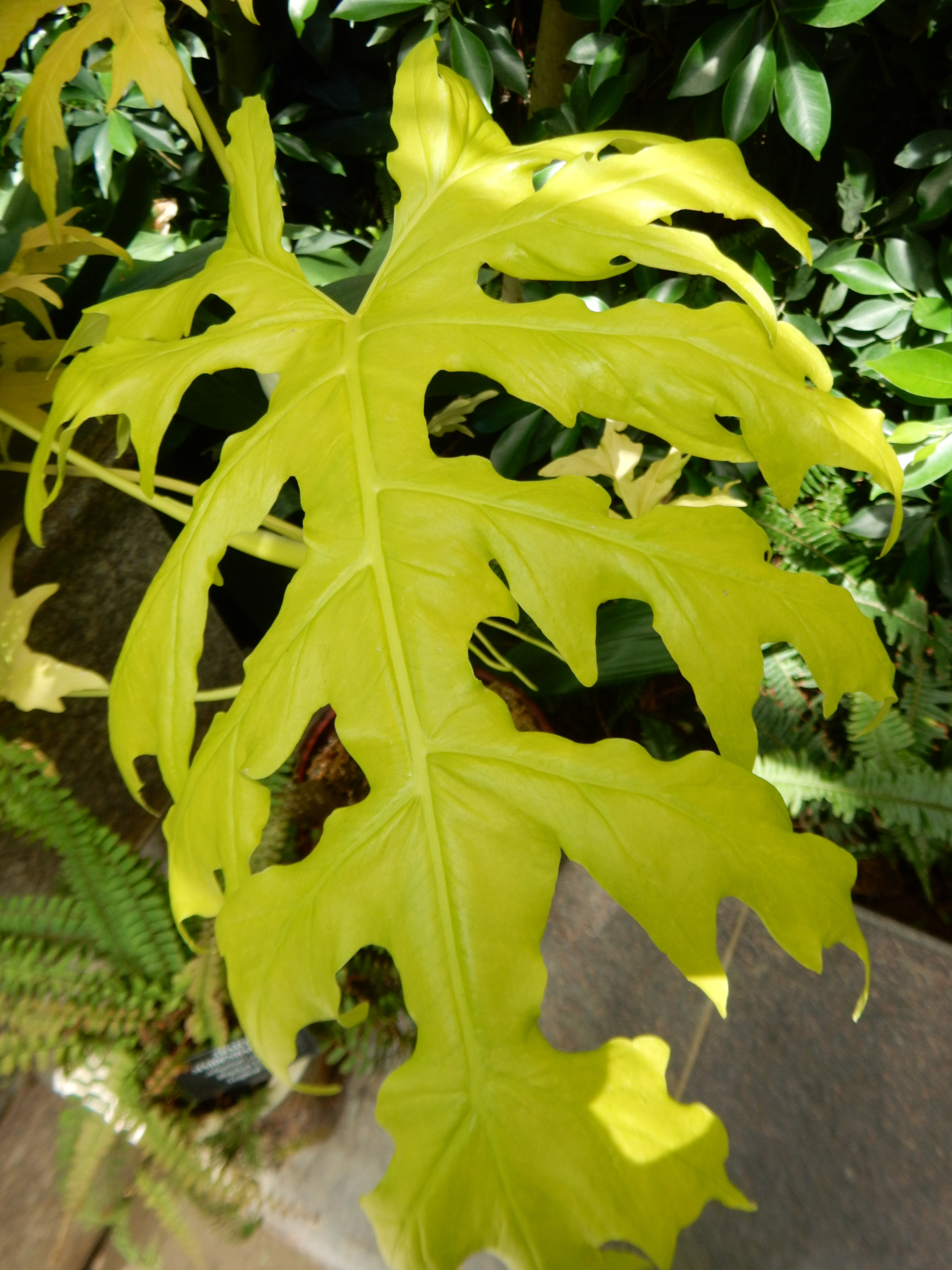
Citroengele kleur van P. waszewiczii

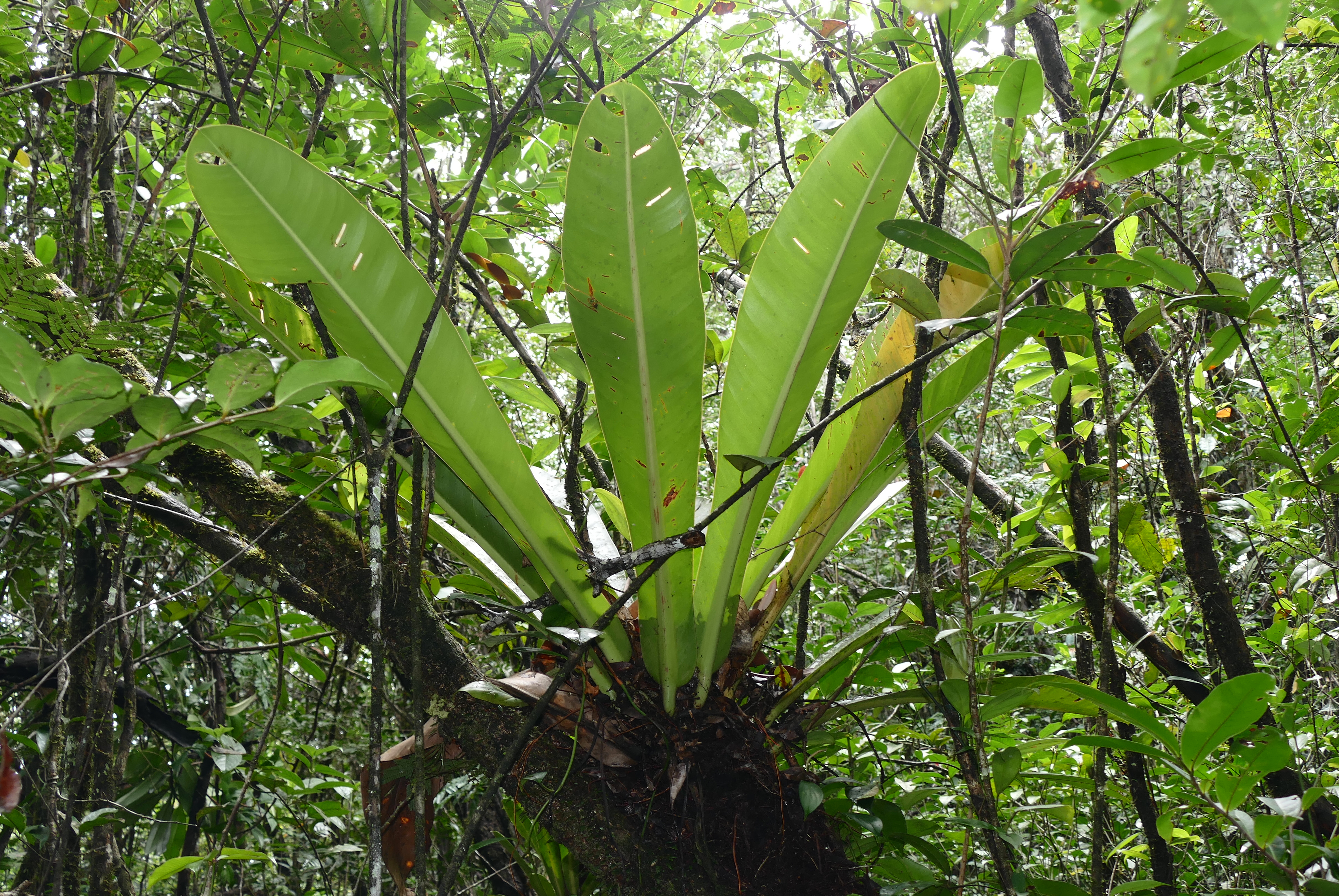
Varenachtig uiterlijk van P. insigne

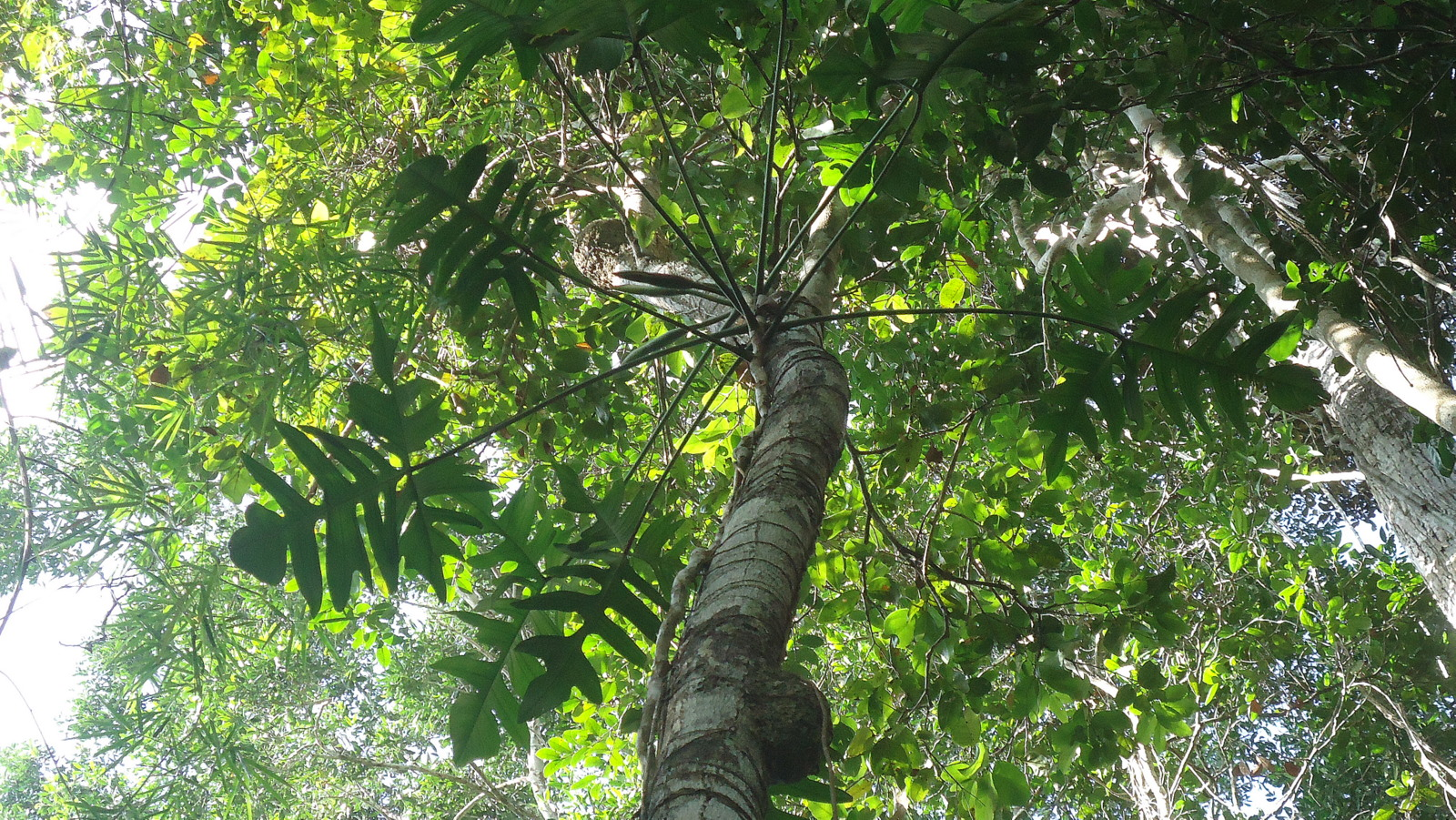
P. pedatum als epifytische klimplant

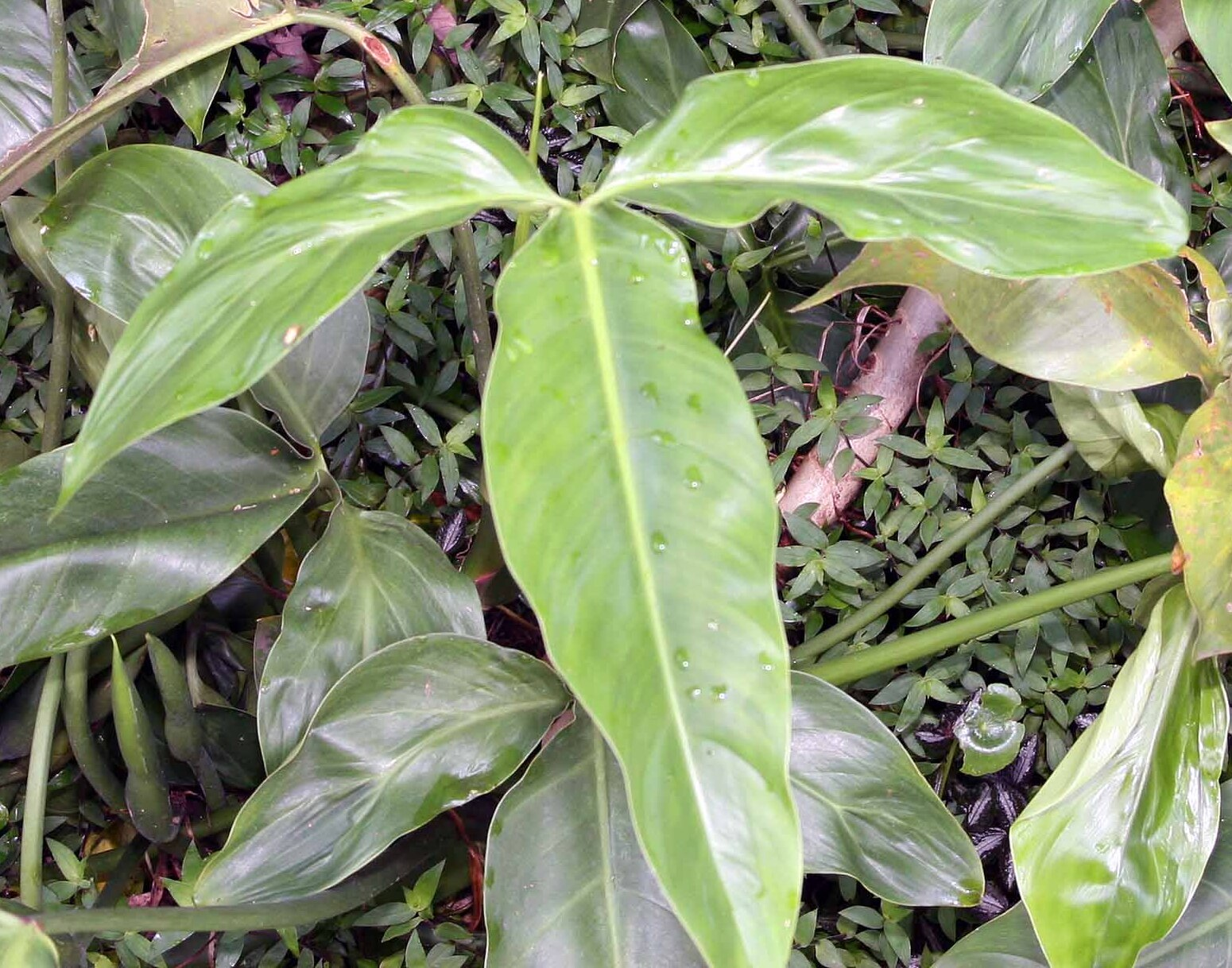
Drieledig blad van een P. anisostomum

De soortenlijst volgens de Kew World Checklist of Selected Plant Families omvatte in 2018 volgende soorten:
- Philodendron acreanum
- Philodendron acuminatissimum
- Philodendron acutifolium
- Philodendron adamantinum
- Philodendron adhatodifolium
- Philodendron advena
- Philodendron aemulum
- Philodendron alanbrantii
- Philodendron alatisulcatum
- Philodendron alatiundulatum
- Philodendron alatum
- Philodendron albisuccus
- Philodendron alliodorum
- Philodendron alonsoae
- Philodendron alternans
- Philodendron alticola
- Philodendron altomacaense
- Philodendron amargalense
- Philodendron ampamii
- Philodendron amplisinum
- Philodendron ampullaceum
- Philodendron anaadu
- Philodendron ancuashii
- Philodendron angosturense
- Philodendron angustialatum
- Philodendron angustilobum
- Philodendron angustisectum
- Philodendron anisotomum
- Philodendron annulatum
- Philodendron anthracyne
- Philodendron antonioanum
- Philodendron apiculatum
- Philodendron appendiculatum
- Philodendron applanatum
- Philodendron appunii
- Philodendron arbelaezii
- Philodendron aristeguietae
- Philodendron aromaticum
- Philodendron asplundii
- Philodendron atabapoense
- Philodendron atratum
- Philodendron attenuatum
- Philodendron aurantiifolium
- Philodendron aurantiispadix
- Philodendron aureimarginatum
- Philodendron auriculatum
- Philodendron auritum
- Philodendron auyantepuiense
- Philodendron avenium
- Philodendron ayangannense
- Philodendron azulitense
- Philodendron bahiense
- Philodendron bakeri
- Philodendron balaoanum
- Philodendron barbourii
- Philodendron barrosoanum
- Philodendron basii
- Philodendron basivaginatum
- Philodendron baudoense
- Philodendron bayae
- Philodendron beniteziae
- Philodendron bernardoi
- Philodendron bernardopazii
- Philodendron bethoweniae
- Philodendron bicolor
- Philodendron billietiae
- Philodendron bipennifolium (Syn.: Philodendron wayombense )
- Philodendron bipinnatifidum (Syn.: Philodendron selloum , Philodendron sellowii , Philodendron pygmaeum )
- Philodendron biribiriense
- Philodendron blanchetianum
- Philodendron bogotense
- Philodendron bomboizense
- Philodendron bonifaziae
- Philodendron borgesii
- Philodendron brandii
- Philodendron brandtianum
- Philodendron brantii
- Philodendron brasiliense
- Philodendron breedlovei
- Philodendron brenesii
- Philodendron brent-berlinii
- Philodendron brevispathum
- Philodendron brewsterense
- Philodendron brunneicaule
- Philodendron buntingianum
- Philodendron burgeri
- Philodendron burle-marxii
- Philodendron calatheifolium
- Philodendron callosum
- Philodendron camarae
- Philodendron campii
- Philodendron camposportoanum
- Philodendron canaimae
- Philodendron candamoense
- Philodendron canicaule
- Philodendron caracaraiense
- Philodendron carajasense
- Philodendron caranoense
- Philodendron cardonii
- Philodendron cardosoi
- Philodendron carinatum
- Philodendron cataniapoense
- Philodendron caudatum
- Philodendron chimantae
- Philodendron chimboanum
- Philodendron chinchamayense
- Philodendron chiriquense
- Philodendron chirripoense
- Philodendron chrysocarpum
- Philodendron cipoense
- Philodendron clarkei
- Philodendron clewellii
- Philodendron colombianum
- Philodendron coloradense
- Philodendron condorcanquense
- Philodendron conforme
- Philodendron consanguineum
- Philodendron consobrinum
- Philodendron copense
- Philodendron corcovadense
- Philodendron cordatum
- Philodendron coriaceum
- Philodendron correae
- Philodendron cotapatense
- Philodendron cotobrusense
- Philodendron cotonense
- Philodendron craspedodromum
- Philodendron crassinervium
- Philodendron crassispathum
- Philodendron crassum
- Philodendron cremersii
- Philodendron cretosum
- Philodendron croatii
- Philodendron cruentospathum
- Philodendron cruentum
- Philodendron cuneatum
- Philodendron curvilobum
- Philodendron curvipetiolatum
- Philodendron daniellii
- Philodendron danteanum
- Philodendron dardanianum
- Philodendron davidneillii
- Philodendron davidsei
- Philodendron davidsonii
- Philodendron deflexum
- Philodendron delannayi
- Philodendron delascioi
- Philodendron delgadoae
- Philodendron delinksii
- Philodendron deltoideum
- Philodendron densivenium
- Philodendron devansayeanum
- Philodendron devianum
- Philodendron dioscoreoides
- Philodendron discretivenium
- Philodendron distantilobum
- Philodendron divaricatum
- Philodendron dodsonii
- Philodendron dolichophyllum
- Philodendron dominicalense
- Philodendron dressleri
- Philodendron dryanderae
- Philodendron duckei
- Philodendron dunstervilleorum
- Philodendron dussii
- Philodendron dwyeri
- Philodendron dyscarpium
- Philodendron eburneum
- Philodendron ecordatum
- Philodendron edenudatum
- Philodendron edmundoi
- Philodendron edwinii
- Philodendron effusilobum
- Philodendron elaphoglossoides
- Philodendron elegans
- Philodendron elegantulum
- Philodendron englerianum
- Philodendron ensifolium
- Philodendron ernestii
- Philodendron erubescens
- Philodendron escuintlense
- Philodendron esmeraldense
- Philodendron exile
- Philodendron eximium
- Philodendron fendleri
- Philodendron ferrugineum
- Philodendron fibraecataphyllum
- Philodendron fibrillosum
- Philodendron fibrosum
- Philodendron findens
- Philodendron flumineum
- Philodendron folsomii
- Philodendron fortunense
- Philodendron fosteri
- Philodendron fragile
- Philodendron fragrantissimum
- Philodendron fraternum
- Philodendron furcatum
- Philodendron gardeniodorum
- Philodendron genevieveanum
- Philodendron geniculatum
- Philodendron giganteum
- Philodendron gigas
- Philodendron glanduliferum
- Philodendron glaziovii
- Philodendron gloriosum
- Philodendron goeldii
- Philodendron gonzalezii
- Philodendron grahamii
- Philodendron grandifolium
- Philodendron grandipes
- Philodendron granulare
- Philodendron graveolens
- Philodendron grayumii
- Kleinblättriger Philodendron (Philodendron grazielae)
- Philodendron grenandii
- Philodendron gribianum
- Philodendron guaiquinimae
- Philodendron gualeanum
- Philodendron guianense
- Philodendron guttiferum
- Philodendron hammelii
- Philodendron hannoniae
- Philodendron hastatum
- Philodendron hatschbachii
- Philodendron hebetatum
- Philodendron hederaceum met drie variëteiten:
  - Philodendron hederaceum  var. hederaceum (Syn.: Philodendron prieurianum, Philodendron scandens , Philodendron cuspidatum , Philodendron micans , Philodendron microphyllum , Philodendron oxyprorum, Philodendron acrocardium, Philodendron isertianum, Philodendron scaberulum , Philodendron micans var. brevipes, Philodendron micans var. microphyllum , Philodendron pittieri, Philodendron scandens var. cubense, Philodendron scandens var. cuspidatum , Philodendron subsessile , Philodendron harlowii , Philodendron miduhoi Sjabloon:Person, Philodendron scandens subsp. isertianum , Philodendron scandens subsp. prieurianum , Philodendron scandens subsp. cubense ): de handelsnaam luidt vaak  Philodendron scandens.
  - Philodendron hederaceum var. kirkbridei
  - Philodendron hederaceum var. oxycardium  (Syn.: Philodendron oxycardium, Philodendron scandens subsp. oxycardium )
- Philodendron heleniae
- Philodendron henry-pittieri
- Philodendron herbaceum
- Philodendron herthae
- Philodendron heterocraspedon
- Philodendron heterophyllum
- Philodendron heteropleurum
- Philodendron holstii
- Philodendron hooveri
- Philodendron hopkinsianum
- Philodendron houlletianum
- Philodendron huanucense
- Philodendron huashikatii
- Philodendron huaynacapacense
- Philodendron humile
- Philodendron hylaeae
- Philodendron ichthyoderma
- Philodendron immixtum
- Philodendron inaequilaterum
- Philodendron inconcinnum
- Philodendron inops
- Philodendron insigne
- Philodendron jacquinii
- Philodendron jefense
- Philodendron jimenae
- Philodendron joaosilvae
- Philodendron jodavisianum
- Philodendron jonkerorum
- Philodendron juninense
- Philodendron kaieteurense
- Philodendron kautskyi
- Philodendron killipii
- Philodendron knappiae
- Philodendron krauseanum
- Philodendron kroemeri
- Philodendron krugii
- Philodendron lacerum
- Philodendron laticiferum
- Philodendron latifolium
- Philodendron lazorii
- Philodendron leal-costae
- Philodendron lechlerianum
- Philodendron lehmannii
- Philodendron lemae
- Philodendron lentii
- Philodendron leucanthum
- Philodendron leyvae
- Philodendron liesneri
- Philodendron ligulatum
- Philodendron lindenianum
- Philodendron lindenii
- Philodendron linganii
- Philodendron linguifolium
- Philodendron lingulatum
- Philodendron linnaei
- Philodendron llanense
- Philodendron loefgrenii
- Philodendron longilaminatum
- Philodendron longilobatum
- Philodendron longipedunculatum
- Philodendron longipes
- Philodendron longirrhizum
- Philodendron longistilum
- Philodendron luisae
- Philodendron lundii
- Philodendron lupinum
- Philodendron luteonervium
- Philodendron lynnhannoniae
- Philodendron macarenense
- Philodendron macroglossum
- Philodendron macropodum
- Philodendron maculatum
- Philodendron madronense
- Philodendron magnum
- Philodendron maguirei
- Philodendron malesevichiae
- Philodendron mamei
- Philodendron mansellii
- Philodendron marahuacae
- Philodendron marcocorreanum
- Philodendron maroae
- Philodendron martianum
- Philodendron martini
- Philodendron mathewsii
- Philodendron mawarinumae
- Philodendron maximum
- Philodendron mayoi
- Philodendron mcphersonii
- Philodendron megalophyllum
- Philodendron meieri
- Philodendron melanochrysum
- Philodendron melanoneuron
- Philodendron melanum
- Philodendron melinonii
- Philodendron mello-barretoanum
- Philodendron membranaceum
- Philodendron mentiens
- Philodendron merenbergense
- Philodendron meridense
- Philodendron meridionale
- Philodendron mesae
- Philodendron mexicanum
- Philodendron micranthum
- Philodendron microstictum
- Philodendron millerianum
- Philodendron minarum
- Philodendron misahualliense
- Philodendron missionum
- Philodendron modestum
- Philodendron monsalveae
- Philodendron montanum
- Philodendron moonenii
- Philodendron morii
- Philodendron multinervum
- Philodendron multispadiceum
- Philodendron muricatum
- Philodendron musifolium
- Philodendron myrmecophilum
- Philodendron nadruzianum
- Philodendron nanegalense
- Philodendron narinoense
- Philodendron nebulense
- Philodendron ninoanum
- Philodendron niqueanum
- Philodendron nullinervium
- Philodendron oblanceolatum
- Philodendron obliquifolium
- Philodendron oblongum
- Philodendron obtusilobum
- Philodendron ochrostemon
- Philodendron oligospermum
- Philodendron opacum
- Philodendron orionis
- Philodendron ornatum
- Philodendron ovatoluteum
- Philodendron pachycaule
- Philodendron pachyphyllum
- Philodendron palaciosii
- Philodendron paludicola
- Philodendron pambilarense
- Philodendron panamense
- Philodendron panduriforme
- Philodendron parvidactylum
- Philodendron parvilobum
- Philodendron pastazanum
- Philodendron patriciae
- Philodendron paucinervium
- Philodendron paxianum
- Philodendron pedatum (Syn.: Philodendron laciniatum , Philodendron amazonicum, Philodendron laciniatum var. palmatisectum, Philodendron laciniatum var. weddellianum, Philodendron pedatum var. weddelianum, Philodendron weddellianum, Philodendron quercifolium, Philodendron duisbergii , Philodendron polypodioides )
- Philodendron pedunculum
- Philodendron peperomioides
- Philodendron peraiense
- Philodendron perplexum
- Philodendron phlebodes
- Philodendron pierrelianum
- Philodendron pimichinese
- Philodendron pinnatifidum
- Philodendron pinnatilobum
- Philodendron pipolyi
- Philodendron pirrense
- Philodendron placidum
- Philodendron planadense
- Philodendron platypetiolatum
- Philodendron platypodum
- Philodendron pogonocaule
- Philodendron pokigronense
- Philodendron polliciforme
- Philodendron popenoei
- Philodendron populneum
- Philodendron profundisulcatum
- Philodendron prominulinervium
- Philodendron propinquum
- Philodendron pseudauriculatum
- Philodendron pseudoundulatum
- Philodendron pseudoverrucosum
- Philodendron pteropus
- Philodendron pterotum
- Philodendron puhuangii
- Philodendron pulchellum
- Philodendron pulchrum
- Philodendron purpureoviride
- Philodendron purulhense
- Philodendron pusillum
- Philodendron quelalii
- Philodendron quinquelobum
- Philodendron quinquenervium  (Syn.: Philodendron acutatum, Philodendron cyclops , Philodendron guaraense )
- Philodendron quitense
- Philodendron radiatum
- Philodendron rayanum
- Philodendron recurvifolium
- Philodendron remifolium
- Philodendron renauxii
- Philodendron reticulatum
- Philodendron rheophyticum
- Philodendron rhizomatosum
- Philodendron rhodoaxis
- Philodendron rhodospathiphyllum
- Philodendron rhodospermum
- Philodendron ricardoi
- Philodendron ricaurtense
- Philodendron rigidifolium
- Philodendron rimachii
- Philodendron riparium
- Philodendron robustum
- Philodendron rodrigueziae
- Philodendron roezlii
- Philodendron rojasianum
- Philodendron romeroi
- Philodendron roraimae
- Philodendron roseocataphyllum
- Philodendron roseopetiolatum
- Philodendron roseospathum
- Philodendron rothschuhianum
- Philodendron rubrocinctum
- Philodendron rubromaculatum
- Philodendron rudgeanum
- Philodendron rugapetiolatum
- Philodendron rugosum
- Philodendron ruizii (Syn.: Philodendron buchtienii)
- Philodendron ruthianum
- Philodendron sagittifolium
- Philodendron samayense
- Philodendron sanmarcoense
- Philodendron santodominguense
- Philodendron saxicola
- Philodendron scalarinerve
- Philodendron scherberichii
- Philodendron schmidtiae
- Philodendron schottianum
- Philodendron schottii
- Philodendron scitulum
- Philodendron scottmorianum
- Philodendron seguine
- Philodendron senatocarpium
- Philodendron serpens
- Philodendron sharoniae
- Philodendron silverstonei
- Philodendron simmondsii
- Philodendron simonianum
- Philodendron simsii
- Philodendron simulans
- Philodendron smithii
- Philodendron solimoesense
- Philodendron sonderianum
- Philodendron sousae
- Philodendron sparreorum
- Philodendron speciosum
- Philodendron sphalerum
- Philodendron spiritus-sancti
- Philodendron splitgerberi
- Philodendron spruceanum
- Philodendron squamicaule
- Philodendron squamiferum
- Philodendron squamipetiolatum
- Philodendron standleyi
- Philodendron stenolobum
- Philodendron stenophyllum
- Philodendron steyermarkii
- Philodendron straminicaule
- Philodendron striatum
- Philodendron strictum
- Philodendron suberosum
- Philodendron subhastatum
- Philodendron subincisum
- Philodendron sucrense
- Philodendron sulcatum
- Philodendron sulcicaule
- Philodendron surinamensis
- Philodendron swartiae
- Philodendron tachirense
- Philodendron tarmense
- Philodendron tatei
- Philodendron tenue
- Philodendron tenuipes
- Philodendron tenuispadix
- Philodendron teretipes
- Philodendron thalassicum
- Philodendron thaliifolium
- Philodendron tortum
- Philodendron toshibae
- Philodendron traunii
- Philodendron triangulare
- Philodendron tricostatum
- Philodendron tripartitum
- Philodendron triplum
- Philodendron trojitense
- Philodendron trujilloi
- Philodendron tuerckheimii
- Philodendron tweedieanum
- Philodendron tysonii
- Philodendron ubigantupense
- Philodendron uleanum
- Philodendron uliginosum
- Philodendron undulatum
- Philodendron urraoense
- Philodendron ushanum
- Philodendron utleyanum
- Philodendron validinervium
- Philodendron vargealtense
- Philodendron variifolium
- Philodendron venezuelense
- Philodendron venosum
- Philodendron ventricosum
- Philodendron venulosum
- Philodendron venustifoliatum
- Philodendron venustum
- Philodendron verapazense
- Philodendron verrucapetiolum
- Philodendron verrucosum  (Syn.: Philodendron carderi auct., Philodendron daguense , Philodendron discolor, Philodendron lindenii, Philodendron pilatonense)
- Philodendron victoriae
- Philodendron vinaceum
- Philodendron viride
- Philodendron wadedavisii
- Philodendron wallisii
- Philodendron warszewiczii
- Philodendron weberbaueri
- Philodendron wendlandii
- Philodendron werkhoveniae
- Philodendron werneri
- Philodendron wilburii
- Philodendron williamsii
- Philodendron wittianum
- Philodendron woronowii
- Philodendron wullschlaegelii
- Philodendron wurdackii
- Philodendron xanadu
- Philodendron yavitense
- Philodendron yutajense
- Philodendron zhuanum